# Liste der Kulturdenkmale in Heidelberg-Altstadt

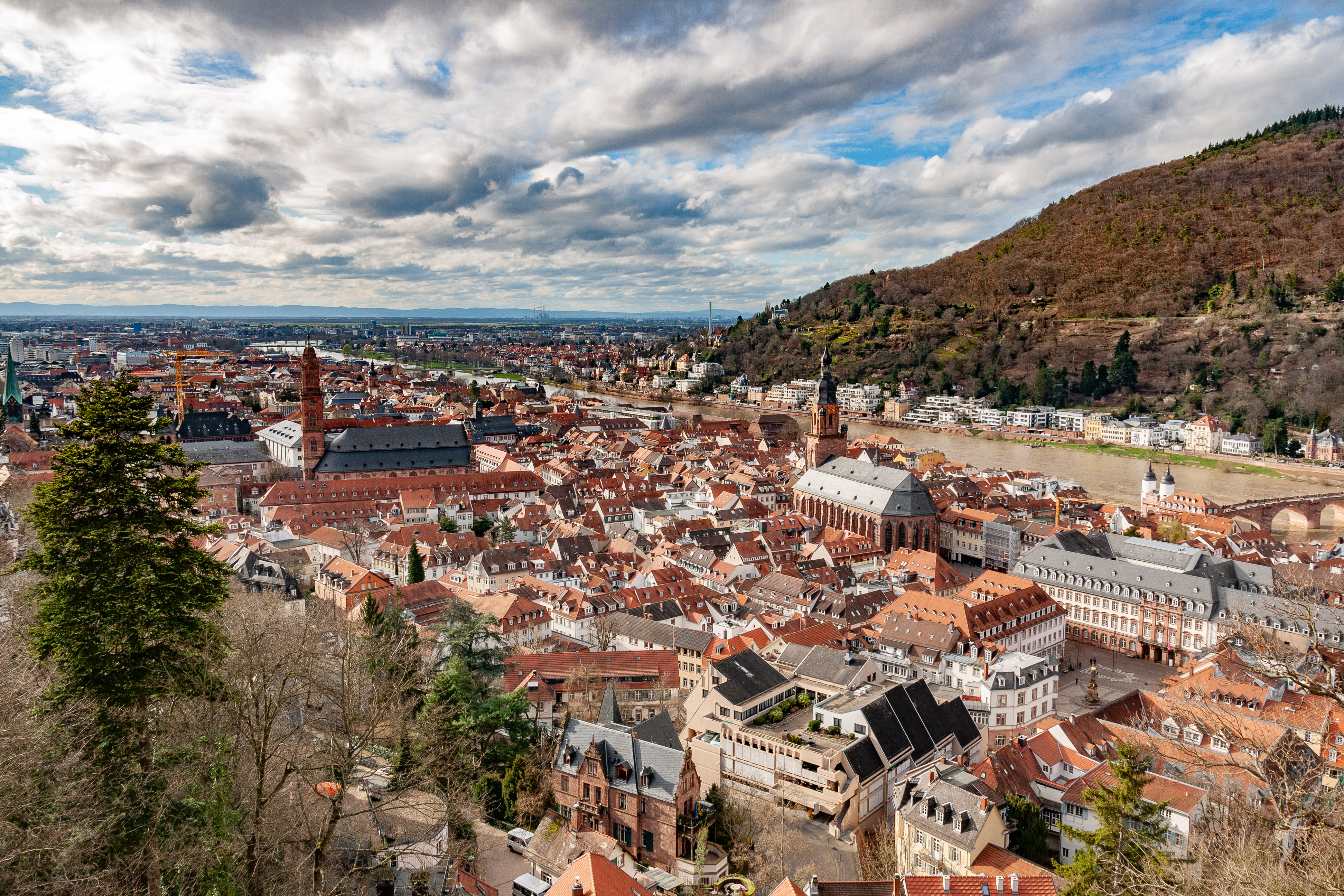

In der Liste der Kulturdenkmale Heidelberg-Altstadt sind bislang 96 von über 1000 unbeweglichen Bau- und Kunstdenkmale des Stadtteils Heidelberg-Altstadt aufgelistet. In der Stadt Heidelberg befinden sich rund 2900 denkmalgeschützte Gebäude.
Die nachstehende Wikipedia-Liste ist nicht rechtsverbindlich und entspricht möglicherweise nicht dem aktuellen Stand der offiziellen Denkmalliste vom Landesamt für Denkmalpflege Baden-Württemberg, die nicht öffentlich ist und nur bei „berechtigtem Interesse“ eingesehen werden kann. Eine rechtsverbindliche Auskunft ist lediglich auf Anfrage bei der zuständigen Unteren Denkmalschutzbehörde erhältlich.

## Kriterienkatalog
Für die Begründung des Erhalts eines Denkmals müssen immer mehrere Argumente aufgeboten werden. Zu diesen zählen historische wie künstlerische Werte, aber auch Werte für Heimat- und Technikgeschichte (z. B. das Tunnelbelüftungsgebäude am Königstuhl). Das öffentliche Interesse für den Schutz gilt es zu begründen, wozu auch der Wissens- und Erkenntnisstand von Sachverständigen gefragt ist. Es reicht nicht aus, ein Denkmal als einfach „schön“ zu empfinden.
Hinweise zur Tabelle:
- Bild: Zeigt ein ausgewähltes Bild aus Commons, „Weitere Bilder“ verweist auf die Bilder im Medienarchiv Wikimedia Commons.
- Bezeichnung: Nennt den Namen, die Bezeichnung oder die Art des Kulturdenkmals.
- Lage: Straßenname und Hausnummer oder Flurstücknummer des Kulturdenkmals, gegebenenfalls auch den Ortsteil. Die Grundsortierung der Liste erfolgt nach dieser Adresse. Der Link (Karte) führt zu verschiedenen Kartendiensten mit der Position des Kulturdenkmals. Fehlt dieser Link, wurden die Koordinaten noch nicht eingetragen. Sind diese bekannt, können sie über ein Tool mit einer Kartenansicht einfach nachgetragen werden. In dieser Kartenansicht sind Kulturdenkmale ohne Koordinaten mit einem roten bzw. orangen Marker dargestellt und können durch Verschieben auf die richtige Position in der Karte mit Koordinaten versehen werden. Kulturdenkmale ohne Bild sind an einem blauen bzw. roten Marker erkennbar.
- Datierung: Baubeginn, Fertigstellung, Datum der Erstnennung oder grobe zeitliche Einordnung entsprechend des Eintrags in der zuständigen Denkmaldatenbank (Landesamt für Denkmalpflege Baden-Württemberg).
- Beschreibung: Kurzcharakteristik des Kulturdenkmals.

| Bild           | Bezeichnung                                            | Lage                                        | Datierung              | Beschreibung | ID |
| -------------- | ------------------------------------------------------ | ------------------------------------------- | ---------------------- | --- | -- |
| Weitere Bilder | Wohnhaus des Johannes Andreas von Traitteur            | Am Fischmarkt 4 (Karte)                     | 1733                   | Reich strukturierter Putzbau mit drei Geschossen und Walmdach mit Mansarden. 1778 durch den kurfürstlichen Baumeister Johann Andreas von Traitteur erworben und im Stil König Ludwig XVI. umgebaut, an der Ecke zum Heumarkt findet sich im 1. OG in einer muschelförmigen Nische ein barockes Madonnenbildnis; heute Wohn- und Geschäftshaus, eine Tafel am Hausinformiert über Historie des Gebäudes Geschützt nach § 2 DSchG |    |
| Weitere Bilder | Bahnhof Heidelberg-Altstadt                            | Am Karlstor 1 (Karte)                       | 1872-1873              | Ehemaliges Empfangsgebäude, Umbau 1934 bis 1936, 1978 stillgelegt und 1983 zu einem städtischen Bürogebäude umgebaut |    |
| Weitere Bilder | Gefängnis Heidelberg „Fauler Pelz“                     | Am Oberen Faulen Pelz 1 (Karte)             | 1847/48                | Nüchtern gefügtes Gebäude aus roten Sandsteinquadern mit mächtigen Hangstützmauern, in angepasster Form gestalteter Erweiterungsbau (Ostflügel) 1911, als Gefängnis 2015 geschlossen, heute im Rahmen von Führungen zu besichtigen Geschützt nach § 2 DSchG |    |
| Weitere Bilder | Studentenkarzer                                        | Augustinergasse 2 (Karte)                   | 14. Jh.                | Gefängnis für inhaftierte Studenten, innen mit bunten Wandmalereien versehen |    |
|                | Munitionshaus ("Pulverhäusel")                         | Bierhelderhofweg 1 (Karte)                  | 1881                   | Eingeschossiger, aus Buntsandstein errichteter Zweckbau, für das 2. Badische Grenadier-Regiment „Kaiser Wilhelm I.“ Nr. 110 erbaut, diente bis 1934 sowohl als Wachthaus für die benachbarten Schießstände am Ameisenbuckel als auch als Depot für Munition und Schießpulver, heute denkmalgeschütztes Vereinsheim. Geschützt nach § 2 DSchG |    |
| Weitere Bilder | Haus Traitteur (dito Wohnhaus, ganz oben in der Liste) | Fischmarkt 4 (Karte)                        |                        | Repräsentativer, dreigeschossiger Eckbau mit schiefergedecktem Walmdach, Madonnenskulptur an der Ecke des ersten Obergeschosses |    |
| Weitere Bilder | Hotel Europäischer Hof                                 | Friedrich-Ebert-Anlage 1 (Karte)            |                        | Geschützt nach § 19 DSchG | BW |
| Weitere Bilder | Gaisbergturm                                           | Gaisbergturmweg (Karte)                     | 1876                   | 13 m hoher Buntsandstein-Turm mit über 85 unterschiedlich geformten Stufen, auf einer außen umlaufenden Wendeltreppe begehbar, 1926/27 und 2002/03 saniert |    |
| Weitere Bilder | Alte Universität                                       | Grabengasse 1 (Karte)                       | 1712-1735              | Barockes, dreistöckiges, zweiflügliges Gebäude mit zwei Portalen, Westflügel erhielt 1886 eine Umgestaltung im Stil der Neorenaissance, Dach mit Schiefereindeckung |    |
| Weitere Bilder | Neue Universität                                       | Grabengasse 3 (Karte)                       | 1930                   | dreiflügelige Anlage aus Stahl, Glas und Stahlbeton, verputztes Mauerwerk mit flachgeneigten Walmdach, mit Schindeln aus Schiefer eingedeckt, Sockelgeschoss mit gräulichem, ungespachteltem Travertin verkleidet |    |
| Weitere Bilder | Hexenturm                                              | Grabengasse 3 (Karte)                       | 12./13. Jh.            | 34 m hoch, Grundfläche 960 × 1150 cm, mit fünf Ebenen, drei davon zeigen zur Innenhofseite hin offene Galerien mit spitzbogigen Doppelarkaden, bis 1392 Teil der westlichen Stadtbefestigung, als einziger Wehrturm der mittelalterlichen Stadtmauer erhalten geblieben, bis zum 15. Jh. auch Gefängnis, heute in den Bau der Neuen Universität integriert |    |
| Weitere Bilder | Heuscheuer                                             | Große Mantelgasse 2 (Karte)                 | 18. Jh.                | Als Zehntscheuer anstelle des ehemaligen Mantelturmes der Stadtbefestigung errichtet, behielt als Lagerhaus bis 1824 ihre ursprüngliche Funktion |    |
| Weitere Bilder | Odeon-Lichtspielhaus                                   | Hauptstraße 37 (Karte)                      | 1910/11                | Dreigeschossiges Gebäude mit repräsentativer, neoklassizistische Sandsteinfassade, fünf Fensterachsen, die von ionischen Säulen unterteilt sind, Reliefs zwischen dem ersten und zweiten Obergeschoss, Mansarddach mit Turm |    |
|                | Wohn- und Geschäftshaus                                | Hauptstraße 44 (Karte)                      |                        | | BW |
|                | Wohn- und Geschäftshaus Hauptstraße 46                 | Hauptstraße 46, Ecke Akademiestraße (Karte) | 1708                   | Als neuzeitliches Wohn- und Geschäftshaus im Rundbogenstil errichtet, mit Ausnahme der Türen und Fenster verputztes Bauwerk aus Buntsandstein, 1866 durch den Stoffhändler Stephan Werner urkundlich erworben, ab 1925 umfunktioniert als Bankgebäude Geschützt nach § 2 DSchG |    |
|                | Alte Anatomie                                          | Hauptstraße 47 (Karte)                      | 1847/49                | Bestehend aus zwei Stockwerken, einem breiten Mittelrisalit und drei flachen Segmentbögen über den Arkadenöffnungen, später durch zwei Flügelbauten erweitert, als Neubau für das Anatomisch-Zoologische Institut der Universität Heidelberg errichtet |    |
| Weitere Bilder | Friedrichsbau                                          | Hauptstraße 49 (Karte)                      |                        | Dreigeschossiges Friedericianum im schlichten klassizistischen Stil als offene Dreiflügelanlage erbaut, 1863 erweitert, rundbogiges Hauptportal mit steinernen, repräsentativen Schmuckbalkon im 1. Obergeschoss, herrschaftlich gestalteter Komplex entspricht auch im Inneren ganz typisch dem klassizistischen Baustil, öffentlich zugänglicher Ehrenhof mit bronzene Denkmal für Robert Wilhelm Bunsen Geschützt nach § 2 DSchG |    |
| Weitere Bilder | Haus zum Riesen                                        | Hauptstraße 52 (Karte)                      | 1707/1708              | Neuzeitliches, dreigeschossiges Stadtpalais aus Quadersteinen vom gesprengten „Dicken Turm“ des Heidelberger Schlosses, überlebensgroße Statue als Wahrzeichen über dem Eingangsportal |    |
| Weitere Bilder | Gasthaus Perkeo                                        | Hauptstraße 75 (Karte)                      | 1701                   | Dreigeschossiges Haus mit Walmdach, barocke Fassade mit Ritterköpfen als Schlusssteinen, zehn Fensterachsen mit Ohrenfenstern, große Toreinfahrt, Fassadenmalerei und eine Perkeo-Statue, innen barocke Stuckkehlen |    |
| Weitere Bilder | Providenzkirche                                        | Hauptstraße 90a (Karte)                     | 1659-1661              | Ursprünglich einschiffige Saalkirche mit Dachreiter, Turmanbau 1717, weiß verputzte Umfassungsmauern mit Rundbogenfenstern, schiefergedecktes Mansarddach |    |
| Weitere Bilder | Wohn- und Gasthaus „Zur Goldenen Gerste“               | Hauptstraße 93 (Karte)                      | 1896/97                | Schmaler, schlanker Putzbau mit drei Geschossen und aufwändig gestalteter Giebelfront, anstelle eines barocken Vorgängerbaus gleicher Ausdehnung als Hotelgasthof „Zur Goldenen Gerste“ errichtet, außen prägnante Motive der Spätgotik sowie der frühen Renaissance, Erker mit Blendmaßwerk und spitzwinkeligem Balkon mit Fischblasenbrüstung, Dachgauben mit drachenähnlichen Figuren aus Buntsandstein verziert, 1906 Umbauten und Ergänzungen (Wohnungen) im Innenbereich, heute als Irish Pub „The Dubliner“ genutzt Geschützt nach § 2 DSchG                                             |    |
| Weitere Bilder | Palais Morass                                          | Hauptstraße 97 (Karte)                      | 1712                   | Barocker, dreistöckiger Stadtpalast aus rotem Sandstein, zehnreihiger und rechteckiger Bau. Fassade mit zwei Säulen, Rundbogenportal, Balkon der Beletage über drei Fensterreihen, Innenhof und anschließender Gartenanlage |    |
|                | Wohnhaus                                               | Hauptstraße 101 (Karte)                     |                        | | BW |
|                | Wohnhaus                                               | Hauptstraße 103 (Karte)                     |                        | | BW |
| Weitere Bilder | Wormser Bischofshof                                    | Hauptstraße 110 (Karte)                     | 1392                   | Dreigeschossiger Bau mit Mansarddach, großräumige Gewölbekeller, Frontseite zur Hauptstraße mit drei Fensterachsen, reich verziertes Renaissanceportal aus dem späten 16. Jahrhundert mit Dreiecksgiebel zu beiden Seiten je auf zwei Säulen ruhend, reich ausgeschmückter Eckerker der Nordwestseite mit geschweiften Dachhaube, Stilmerkmale der Spätgotik und Renaissance erkennbar, innen (Stand 2013) noch das barocke Treppenhaus mit Tonnen- und Kreuzgratgewölbe erhalten gewesen, ebenso die Raumaufteilung der Obergeschosse, heute Wohn- und Geschäftshaus. Geschützt nach § 2 DSchG |    |
|                | Badischer Hof                                          | Hauptstraße 113 (Karte)                     | 1780                   | Ehemaliges Hotelgebäude. Heute dreistöckiges, glatt verputztes Geschäftshaus Geschützt nach § 2 DSchG |    |
| Weitere Bilder | Kümmelspalterei                                        | Hauptstraße 117 (Karte)                     | 1722                   | Viergeschossiges Wohnhaus, im EG einst mit Gaststätte Kümmelspalterei, heute Ladengeschäft, das anfangs dreigeschossige Barockhaus wurde mehrfach umgestaltet und Fenster der Beletage ca. 1910 zu Türen verlängert, das namensgebende Relief über dem 1. OG zeigt einen kümmelspaltenden Gnom, viertes Geschoss wurde 1898 aufgesetzt und besitzt im Gegensatz zu den Stockwerken darunter keine Ohrenfenster Geschützt nach § 2 DSchG |    |
| Weitere Bilder | Rodensteiner Türmchen                                  | Hauptstraße 120 (Karte)                     | 1610                   | Das Rodensteiner Türmchen wurde um 1610 als eingeschossiges Brunnenhaus über einem hexagonalen Grundriss aus Buntsandstein errichtet. Heutige Nutzung als Gartenpavillon. Geschützt nach § 2 DSchG |    |
| Weitere Bilder | Wohn- und Bankhaus von Henkenhaf & Ebert               | Hauptstraße 126-128 (Karte)                 | 1900/01                | Repräsentativer, dreigeschossiger Eckbau aus Neckartäler Sandstein mit stadtbildprägendem Eckerker mit seinen zahlreichen Verzierungen, 1929 wurden in der ehemaligen Schalterhalle die Außentüren zu Fenstern umgebaut und das Gebäude als Büro umgewidmet, seit 1939 von der Universität als Verwaltungsgebäude genutzt, 1991–1993 erfolgte eine umfassende Instandsetzung des Innenbereichs Geschützt nach § 2 DSchG |    |
| Weitere Bilder | Wohn- und Geschäftshaus Hauptstraße 127                | Hauptstraße 127 (Karte)                     |                        | |    |
| Weitere Bilder | Haus „Doctor Flotte“                                   | Hauptstraße 130 (Karte)                     |                        | Wohn- und Geschäftshaus mit roter Buntsandsteinfassade, Bischofsfigur an der Ecke des ersten Obergeschosses |    |
| Weitere Bilder | Haus Meder                                             | Hauptstraße 168 (Karte)                     | 18. Jh.                | Dreigeschossiges, prachtvolles Bürgerhaus mit Mansardpultdach, langgezogene, achtachsige einfacher gehaltene Fassade mit Reliefs, Madonnenskulptur an der Ecke des ersten Obergeschosses |    |
| Weitere Bilder | Haus zum Ritter St. Georg                              | Hauptstraße 178 (Karte)                     | 1592                   | Es ist das älteste erhaltene Wohnhaus in der Heidelberger Altstadt. |    |
| Weitere Bilder | Wohn- und Geschäftshaus Hauptstraße 187                | Hauptstraße 187 (Karte)                     | 1773/75                | Putzbau mit vier Geschossen und Mansardengauben, ursprünglich zwei Häuser: Westteil 1773 als „Einhorn´sche Apotheke“ errichtet, Ostteil 1775 erbaut, erkennbar an den drei Mansardenfenstern, im 19. Jh. beliebtes Caféhaus, 1870/71 wurden beide Anwesen zusammengelegt und äußerlich vereinheitlicht, innen mit Jugendstildecken und Barocktüren, heute Nutzung im EG als Gaststätte, ansonsten als Wohnhaus, mit 4 Stolpersteinen im Gedenken an die ehemaligen Bewohner (Familie Wertheimer). Geschützt nach § 2 DSchG                                                                      |    |
| Weitere Bilder | Heiliggeistkirche                                      | Hauptstraße 189 (Karte)                     | 1398                   | Ursprünglich mit hohem und lichten Hallenchor, aus behauenen Sandsteinquadern, Umbau im 15./16. Jh., dreischiffige Emporenhalle unter einem durchlaufenden Dach, Seitenschiffe bilden sechs Arkaden mit schlanken, kapitelllosen Rundpfeilern, drei nachträglich eingebaute Portale aus der Barockzeit, innen eindrucksvolle, spätgotischen Kirchenräume mit Triumphbogen |    |
| Weitere Bilder | Kurpfälzische Hofapotheke                              | Hauptstraße 190 (Karte)                     | 1701                   | Dreigeschossiges Geschäftshaus, Erdgeschoss mit Arkadenfenstern und Ädikulaportal, prächtiges Wappen von Kurfürst Carl Theodor über dem Portal, Dreiecksgiebel am Dachgeschoss, im Laufe der Jahre mehrfach umgebaut |    |
| Weitere Bilder | Wohn- und Geschäftshaus Hauptstraße 198                | Hauptstraße 198 (Karte)                     | 1707                   | Dreigeschossiges Geschäftshaus mit Walmdach, barocke Schaufassade mit Arkaden, vier Fensterachsen mit Ohrenfenstern in beiden Obergeschossen, Madonnenfigur an der Beletage, innen barocke Stuckdecke |    |
|                | Wohnhaus Roßhirt                                       | Hauptstraße 207 (Karte)                     | 1743                   | Ursprünglich zwei Gebäude als Brauerei erbaut, nach Umbau dreigeschossig mit Walmdach, stattliche barocke Putzfassade mit neun Fensterachsen und typischen Ohrenfenstern, große rundbogige Toreinfahrten |    |
| Weitere Bilder | Palais Boisserée                                       | Hauptstraße 209 (Karte)                     | 1703-1705              | Langgestrecktes, zweigeschossiges Gebäude, im barocken Stil erbaut, 1826 bis 1838 klassizistisch umgebaut |    |
| Weitere Bilder | Zum Seppl                                              | Hauptstraße 213 (Karte)                     | 1704                   | Großzügiges, zweigeschossiges, giebelständiges Barockhaus auf den Fundamenten eines weitläufigen steinernen Gewölbekellers aus dem Spätmittelalter als Gaststätte errichtet, über lange Zeit mit eigenem Brauereibetrieb, verputztes Sichtfachwerk, Giebel mit neugotischem Schnitzwerk und abschließender Kreuzblume, Fenstern Blumenkästen vorgespannt, Bierkeller in 6 m Tiefe, 1998 bis 2000 grundlegend saniert, heute Hotel, historische Gaststätte nur noch bei Veranstaltungen und privaten Festivitäten zugänglich Geschützt nach § 2 DSchG                                            |    |
| Weitere Bilder | Gasthof zum Roten Ochsen                               | Hauptstraße 217 (Karte)                     | 1703/24                | Ursprünglich aus zwei getrennten Wohnhäusern bestehend, östliches Haus von 1703, Westliches Haus von 1724, 1839 von Albrecht Spengel erworben und als Wirtshaus umgebaut und bis heute in der sechsten Generation geführt, mit zahlreichen Memorabilien aus den vergangenen Jahrhunderten an den Wänden der Gaststube, bis heute ist der Rote Ochsen Treffpunkt zahlreicher Studentenverbindungen und Touristen aus aller Welt Geschützt nach § 2 DSchG |    |
| Weitere Bilder | Palais Weimar                                          | Hauptstraße 235 (Karte)                     | 1710-1714              | Der Hauptbau mit dem Ehrenhof wird von zwei Seitenflügeln zur Hauptstraße hin flankiert. Zur Neckarseite befindet sich der Garten und eine große Sandsteinterrasse. Das Palais Weimar beherbergt heute das Völkerkundemuseum Heidelberg. |    |
| Weitere Bilder | Haus Buhl                                              | Hauptstraße 236 (Karte)                     | 1703-1714              | Zweigeschossiges Haus mit Mansardwalmdach, barocke Hauptfassade mit sieben Fensterachsen und typischen Ohrenfenstern, Portal mit der Freitreppe |    |
| Weitere Bilder | Karlstor                                               | Hauptstraße 251 (Karte)                     | 1784                   | Nach einer Bauzeit von 11 Jahren als detailreicher frühklassizistischer Triumphbogen errichtet, beide Rundtürme ähneln dem mittelalterlichen Brückentor der Carl-Theodor-Brücke, Nutzung der Räume für das Wachpersonal sowie ein Gefängnis mit darunterliegendem Kanal für abfließendes Bergwasser in den Neckar; zum Wahrzeichen Heidelbergs und Verkehrsknotenpunkts am Rande der Altstadt geworden, 1991 umfassend saniert Geschützt nach § 2 DSchG |    |
|                | Leopoldstein                                           | Heidelberger Stadtwald (Karte)              | 1851                   | historischer Gedenkstein zur Erinnerung an Karl I. Friedrich Leopold, Großherzog von Baden, ursprünglich 2,5 m hoch, in den 1950er Jahren beschädigt. Geschützt nach § 2 DSchG |    |
|                | St.-Nikolaus-Bildstock                                 | Heidelberger Stadtwald (Karte)              | 1747                   | Religiöses Kleindenkmal (2,80 m hoch); Buntsandsteinsockel mit Inschrift und Skulptur des heiligen Nikolaus von Myra. Nach Restauration seit 1950 durch ein Gitter vor Vandalismus geschützt. Geschützt nach § 2 DSchG |    |
|                | Gustav-Radbruch-Haus                                   | Heumarkt 3 (Karte)                          | 1712                   | 1981–83 erfolgte der Umbau zu einem Studentenwohnheim, zuvor war es eine Gastwirtschaft. |    |
|                | Architekturdenkmal Tunnelbelüftungsanlage              | Johannes-Hoops-Weg 8 (Karte)                | 1912                   | Markantes Bauwerk mit außergewöhnlicher Turmarchitektur, Gebäudekomplex diente der Ent- bzw. Belüftung der 2.487 m langen Tunnelröhre der Neckartalbahn zwischen Heidelberg Hbf (Kopfbahnhof bis 1955, danach Heidelberg/Weststadt) und Karlstorbahnhof, nach Stilllegung 1971 heute denkmalgeschützter Wohnplatz. Geschützt nach § 2 DSchG |    |
| Weitere Bilder | Großherzogliches Palais                                | Karlstraße 4 (Karte)                        | 1717                   | Großes, zweigeschossiges, barockes Gebäude mit ausgebautem Dachgeschoss, mittiges Portal mit Balkon; Der Palast ist heute Sitz der Heidelberger Akademie der Wissenschaften. |    |
| Weitere Bilder | Mittermaierhaus (Palais Mittermaier)                   | Karlstraße 37 (Karte)                       | 18. Jh.                | Zweigeschossiges, barockes Gebäude mit ausgebautem Dachgeschoss, Mitteleingang, 1790 umgebaut |    |
| Weitere Bilder | Berghotel Königstuhl                                   | Königstuhl 2 (Karte)                        | 1864                   | Das stark sanierungsbedürftige Haus wurde 2017 abgerissen und bis 2021 zu einem neuen Hotel aufgebaut, Schieferdach mit Gauben, viel Holz und Naturmaterialien (heller Stein) |    |
| Weitere Bilder | Villa Braunbehrens (Café Ehmann)                       | Kohlhof 9 (Karte)                           | 1912-2014              | |    |
| Weitere Bilder | Alter Kohlhof                                          | Kohlhöferweg (Karte)                        | 1706                   | Ehemalige landwirtschaftliche Hofstelle und ältester Teil einer Ansammlung von 10 Anwesen, nach Waldrodung angelegt, später teilweise abgerissen und neu aufgebaut |    |
| Weitere Bilder | Jesuitenkolleg                                         | Kettengasse 12 (Karte)                      | 1703-1732              | ehemalige vierflügelige Klosteranlage, heute dreigeschossiger 100 m langer Gebäudetrakt mit barock gestaltetem Innenhof, Putzbau (30 Achsen) mit Eckpilastern und Walmdach, hofseitig Risalit, Ostabschluss des ursprünglich Jesuitenkomplexes, Teil der Sachgesamtheit Jesuitenkirche und Pfarrhaus der Jesuitenkirche, heute Anglistisches Seminar |    |
|                | Wohnhaus                                               | Kurpfalzring 71                             |                        | 2015/2016 abgerissen |    |
|                | Jüdischer Friedhof Klingenteich                        | Klingenteichstraße 3-5 (Karte)              | 14. Jh.                | |    |
| Weitere Bilder | Klingentor                                             | Klingentorstraße 18 (Karte)                 | 1620                   | als Stadttor 1620–22 erbaut, 1738 aufgestockt, mit Wohnhaus und Außenanlagen, Sachgesamtheit mit Schloßberg 2 |    |
| Weitere Bilder | Landessternwarte                                       | Königstuhl 12 (Karte)                       | 19. Jh.                | |    |
| Weitere Bilder | Max-Planck-Institut für Astronomie                     | Königstuhl 17 (Karte)                       | 1967                   | |    |
| Weitere Bilder | Kornmarkt-Madonna                                      | Kornmarkt (Karte)                           | 1718                   | Brunnenfigur, Maria mit vergoldeter Strahlenkrone, Sternenkranz und Lilienzepter, trägt das Jesuskind auf dem linken Arm, steht auf vergoldeter Weltkugel, die von einer Drachenschlange umwunden wird. Die Skulptur wurde geschaffen von dem Düsseldorfer Hofbildhauer Peter van den Branden († 1720). Geschützt nach § 2 DSchG |    |
| Weitere Bilder | Herkulesbrunnen                                        | Marktplatz (Karte)                          | 1705                   | Herkulesfigur auf einer hohen Säule, geschaffen vom Bildhauer Heinrich Charrasky |    |
| Weitere Bilder | Rathaus                                                | Marktplatz 10 (Karte)                       | 1701-1703              | Neues Gebäude im Stil des Barock errichtet, da Vorgängerbau 1689 zerstört, mehrere Um- und Anbauten, Nordflügel 1886–1890 angebaut, großer Rathaussaal im Neorenaissancestil mit Gemälden und Fenstern zur kurpfälzischen Geschichte des Künstlers Karl Hoffacker, nach einem Brand 1911–1924 um einen neubarocken Südflügel erweitert, Glockenturm von 1961 |    |
| Weitere Bilder | Marstall                                               | Marstallhof 1 (Karte)                       | 16. Jh.                | Gebäudekomplex mit einer 135 Meter langen Front, als Anlage mehrfach umgebaut |    |
| Weitere Bilder | Pfarrhaus der Jesuitenkirche                           | Merianstraße 2 (Karte)                      |                        | Dreietagiger Barockbau mit imposantem und reich verziertem Portal, angegliedert an das ehemalige Jesuitenkolleg und den Innenhof mit Barockgartenanlage |    |
| Weitere Bilder | Molkenkur Bergbahnhof                                  | Molkenkurweg (Karte)                        | 1890                   | kombinierte Drahtseil- und Zahnradbahn von anfangs 489 m, heute 1,5 km Gesamtlänge, treppenförmig aufgebaute Wagen für 50 Personen |    |
| Weitere Bilder | Alte Brücke (Karl-Theodor-Brücke)                      | Neckarstaden (Karte)                        | 1786-1788              | nach 8 Vorgängerbauten in 200 m Länge, mittlere Breite von 7 m, neun Tonnengewölben mit Stützweiten von 12-22 m, rotem Sandstein, Brückentore, |    |
| Weitere Bilder | Brückentor                                             | Neckarstaden (Karte)                        | 13. Jh                 | Doppelturm mit Tordurchfahrt |    |
| Weitere Bilder | Kurfürst-Friedrich-Gymnasium                           | Neckarstaden 2 (Karte)                      | 1894                   | langgestreckten (60 m), dreistöckiges Gebäude |    |
| Weitere Bilder | Stadthalle                                             | Neckarstaden 24 (Karte)                     | 1901-1903              | Imposantes, langestecktes Gebäude (45 m) aus rotem Sandstein, stilistische Gestaltung der Stadthalle Heidelberg verbindet Elemente der Gründerzeit und Renaissancearchitektur mit Elementen des Jugendstils |    |
| Weitere Bilder | Hotel Holländer Hof                                    | Neckarstaden 66 (Karte)                     | 1787                   | |    |
| Weitere Bilder | Reichspräsident-Friedrich-Ebert-Gedenkstätte           | Pfaffengasse 18 (Karte)                     |                        | Geburtshaus des Reichspräsidenten Friedrich Ebert als Museum eingerichtet |    |
| Weitere Bilder | Obere Neckarstraße 1                                   | Obere Neckarstraße 1 (Karte)                |                        | Viergeschossiges Gebäude mit Ziegeleindeckung, Mitteleingang und seitliche Toreinfahrt, Mittelbalkone auf drei Etagen |    |
|                | Wohnhaus                                               | Obere Neckarstraße 19 (Karte)               | frühes 18. Jahrhundert | Fabrikanten-Villa der Knaufschen Fabrik (Oberen Neckarstraße 21) | BW |
| Weitere Bilder | St.-Anna-Kirche mit Spitalbau                          | Plöck 4–6 (Karte)                           | 1714/17                | Barockensemble von kunsthistorischer Bedeutung, massiger Kirchensaal mit angeschlossenem Spitalgebäude, Kirchenfassade aus Neckartäler Sandstein mit Marienstatue und Kuppelportal, in das nachträglich zentral eine markante Uhr eingefügt wurde, 1982–1984 grundlegend saniert, heute als Pflegeheim (Pflegeheimat St. Hedwig), in der Trägerschaft der Caritas-Altenhilfe Heidelberg genutzt Geschützt nach § 2 DSchG |    |
| Weitere Bilder | Hölderlin-Gymnasium                                    | Plöck 40 (Karte)                            | 1877                   | als Höhere Mädchenschule gegründet, seit 1972 koedukativ geführt, 2018–2022 generalsaniert und modernisiert |    |
| Weitere Bilder | Erlöserkirche                                          | Plöck 44 (Karte)                            | 1723                   | Einfache Saalkirche, im 19. und 20. Jahrhundert mehrmals umgebaut |    |
| Weitere Bilder | Peterskirche                                           | Plöck 70 (Karte)                            | 1485–1496              | Im spätgotischen Stil erbaut, 1689/1693 stark zerstört, erst 1864 bis 1870 mit Unterstützung der Universität neu aufgebaut als großzügige, dreischiffige Hallenkirche, seit 1896 offizielle Universitätskirche |    |
| Weitere Bilder | Lieselotteschule (Friedrich-Ebert-Grundschule)         | Plöck 103                                   | 1902                   | Jugendstil-Gebäude, als reine Mädchenschule eingerichtet, 1968 in eine Grund- und Hauptschule für Jungen und Mädchen umgewandelt und umbenannt |    |
| Weitere Bilder | Universitätsbibliothek                                 | Plöck 107-109 (Karte)                       | 19. Jh.                | Architektonisch reich gestaltetes, schlossartiges Gebäude, vom Stilpluralismus des Späthistorismus geprägt, Elemente der deutschen und französischen Renaissance, Prometheusfigur links des Haupteingangs und eine verschleierte Jungfrau rechts, schmiedeeiserne Tür mit pfälzischem Löwen |    |
| Weitere Bilder | Posseltslust                                           | Kohlhof, Drei-Eichen-Weg (Karte)            | 21. August 1881        | Lusthaus mit dreibogiger Arkadenhalle, steinernem Tisch, einer Terrasse und einem 15 Meter hohen Turm mit Aussichtsplattform. Alle drei Ebenen über eine Wendeltreppe miteinander verbunden, 2008/2009 umfangreich saniert Geschützt nach § 2 DSchG |    |
|                | Gedenktafeln am Riesensteinweg                         | Riesensteinweg (Karte)                      | 1934                   | zwei Gedenktafeln am Nordhang des Gaisbergs |    |
|                | Wohnhaus                                               | Schiffgasse 15 (Karte)                      |                        | | BW |
|                | Schlossgärten                                          | Schloss-Wolfsbrunnen-Weg 1 (Karte)          |                        | | BW |
| Weitere Bilder | Hortus Palatinus (Terrassengarten)                     | Schlossberg 1 (Karte)                       |                        | Als Renaissance-Schlossgarten 1616 geplant, aber nie fertiggestellt, 1767 zu einer Rasenfläche zusammengefasst und mit Spalierobst gesäumt, Terrassen mit Feldern bestellt und eine Baumschule eingerichtet, als „ökonomischer“ Garten eingerichtet und in einen Landschaftsgarten umgewandelt, auch als Arboretum mit heimischen und fremden Bäumen |    |
| Weitere Bilder | Verbindungshaus der Landsmannschaft Afrania            | Schlossberg 55                              | 1883/87                | Vierstöckiges Gebäude (ehemaliges Palais Lobstein) der Leipziger Landsmannschaft Afrania, im Stil der Neorenaissance im westlichen Abschnitt des Stückgartens erbaut, mit Villa am Schlosseingang, reiche musikalische und literarische Tradition: hier wurde der Heidelberger Bachverein gegründet und viele bekannte Musiker haben hier gewohnt (u. a. Richard Strauss, Max Reger, Wilhelm Furtwängler). Über Jahre hinweg traf sich vor Ort auch der literarische Stefan-George-Kreis. Seit 1958 Nutzung als Verbindungshaus und studentische Wohnstätte. Geschützt nach § 2 DSchG           |    |
| Weitere Bilder | Heidelberger Schloss                                   | Schlosshof 1 (Karte)                        |                        | als Burg konzipiert, später zum Schloss ausgebaut, mehrfach zerstört (Krieg, Blitzeinschlag) und zur Ruine geworden |    |
| Weitere Bilder | Ottheinrichsbau                                        | Schlosshof 1 (Karte)                        | 16. Jh.                | Renaissancebau des Heidelberger Schlosses zwischen bestehender Paläste, dreigeschossige Schaufassade zum Schlossinnenhof, mehrfach zerstört (Krieg, Blitzeinschlag) und zur Ruine geworden, in Nischen eingestellte große Statuen bis heute erhalten |    |
| Weitere Bilder | Stückgarten                                            | Schlosshof 1 (Karte)                        | 1524                   | Bestandteil der mittelalterlichen Burg, dann Lustgarten der Westterrasse des Heidelberger Schlosses, Terrassenanlage mit Zierbeeten |    |
| Weitere Bilder | Jesuitenkirche                                         | Schulgasse 3 (Karte)                        | 1712-1759              | Barocke, dreischiffige Pfeilerhalle aus Buntsandstein, Seitenschiffe merklich schmaler, Turm nach Süden ausgerichtet, erst 1868 angefügt |    |
| Weitere Bilder | Carolinum (Heidelberg)                                 | Seminarstraße 2 (Karte)                     | 1750-1765              | schlossartige, dreigeschossige Dreiflügelanlage, mit einem sich nach Norden hin öffnenden Hof, siebzehn Achsen umfassender Haupttrakt, Fenster der beiden oberen Etagen in Kolossalordnung mit dekorativen Pilastern und Dreiecksgiebel abgeschlossen, achteckiger Dachreiter mit Zwiebelhaube, mittleres Portal mit geschwungener Holztür |    |
| Weitere Bilder | Romanisches Seminar                                    | Seminarstraße 3 (Karte)                     |                        | |    |
|                | Ehemalige Hof-Apotheke                                 | Sofienstraße 11 (Karte)                     | 1868                   | Dreigeschossiges spätklassizistisches Gebäude, als Hotel gebaut, später zur Hof-Apotheke ernannt, aufwändige Fassadengliederung nach italienischer Palastarchitektur, Wappen über dem Eingang der abgeschrägten Ecke, darüber zwei Balkone. |    |
| Weitere Bilder | Deutsch-Amerikanisches Institut Heidelberg             | Sofienstraße 12 (Karte)                     |                        | Hauptgebäude des Deutsch-Amerikanisches Instituts Heidelberg |    |
|                | Ehemaliges Schulgebäude                                | Theaterstraße 7 (Karte)                     |                        | | BW |
| Weitere Bilder | Löwenbrunnen                                           | Universitätsplatz (Heidelberg) (Karte)      |                        | ehemals wichtiger Bestandteil der Wasserversorgung der Stadt, Skulptur von 1712, Brunnen vermutlich älter |    |
| Weitere Bilder | Gasthaus zum Goldenen Anker                            | Untere Neckarstraße 52 (Karte)              | 1738                   | Repräsentatives Giebelhaus mit Zierfachwerk, massives Erdgeschoss mit historischer Eingangstür und großen Fenstern, im Obergeschoss sowie wie im Giebel aufwändig gestaltetes Zierfachwerk mit Andreaskreuzen und Bundwerk, Giebelspitze mit Ladeluke für Einlagerungen auf dem Dachboden (Lebensmittel, Wein- und Bierfässer, die via Lastschiff über den Neckar angeliefert wurden.), seit ca. 400 Jahren Gaststätte, damals für Treidler und Flößer, heute für Touristen mit Vinothek und Weinhandlung. Geschützt nach § 2 DSchG                                                             |    |
| Weitere Bilder | Wohnhaus- und Geschäftshaus                            | Untere Straße 4 (Karte)                     |                        | Schmaler Bau mit Fachwerkfassade |    |
| Weitere Bilder | Palais Rischer                                         | Untere Straße 11 (Karte)                    |                        | äußerst prachtvoll Barockbau, aber sehr schmal gehalten, zwei Vollgeschosse und ein Mezzaningeschoss mit flachem Walmdach, weit vorragende Traufe, Sockelgeschoss aus Sandstein, zwei Portale mit Oberlichtfenstern |    |